# Martinborough
Martinborough est une ville du district de South Wairarapa dans la région de Wellington dans l’Île du Nord de la Nouvelle-Zélande.

## Situation
Elle est située à 65 kilomètres à l’est de la capitale Wellington et à 35 kilomètres au sud-ouest de la ville de Masterton.

## Démographie
La ville avait une population résidente de 1 680 habitants lors du recensement de 2018 en Nouvelle Zélande.
La zone statistique de Martinborough couvre une surface de 4,50 km2
Elle a une population estimée de 2000 habitants en juin 2022  avec une densité de population de 444 personnes par km2.
La localité de Martinborough avait une population de 1767 résidents lors du recensement de 2018 en Nouvelle-Zélande, en augmentation de 294 personnes (20,0 %) depuis le recensement de 2013, et une augmentation de 438 personnes (33,0 %) depuis le recensment de 2006 en Nouvelle-Zélande.
Il y a 741 logements avec 852 hommes et 915 femmes, donnant un sexe-ratio de 0,93 homme pour une femme. 
L'âge médian est de 49,3 ans (comparé avec les 37,4 ans au niveau national), avec 288 personnes (16,3 %) âgées de moins de 15 ans, 192 personnes (10,9 %) âgées de 15 à 29 ans , 840 personnes(47,5 %) âgées de 30 à 64 ans et 444 personnes (25,1 %) âgées de 65 ou plus.
L'ethnicité est pour 84,9 % européens/Pākehā, 18,5 % Māori, 3,6 % personnes du Pacifique , 3,7 % d'origine asiatique et 1,9 % d'une autre ethnicité (le total peut faire plus de 100% dans la mesure où une personne peut s'identifier de multiples ethnicités en fonction de sa parenté).
La proportion de personnes nées outre-mer est de 19,5 %, comparée avec les 27,1 % au niveau national.
Bien que certaines personnes refusent de donner lors du recensement leur religion, 57,0 % n'ont aucune religion, 31,4 % sont chrétiens, 0,3 % sont hindouistes, 0,2 % sont musulmans, 1,9 % sont bouddhistes et 3,4 % ont une autre religion.
Parmi ceux d'au moins 15 ans d'âge 387 personnes (26,2 %) ont une licence ou un degré supérieur et 279 personnes (18,9 %) n'ont aucune qualification formelle. Le revenu médian est de $33.200, comparé avec les $31,800 au niveau national. 
Le statut d'emploi de ceux d'au moins 15 ans d'âge est pour 723 personnes (48,9 %): un emploi à plein temps, pour 246 personnes(16,6 %) un emploi à temps partiel et 30 personnes (2,0 %) sont sans emploi

## Histoire
John Martin (en) est considéré comme le fondateur de la ville et y organisa les premières rues sur le schéma du drapeau de l'Union dès le XIXe siècle.
De nombreuses rues de la ville sont dénommées selon le nom de villes étrangères que Martin avait visitées.
Avant que la ville de Martinborough fut établie, la partie sud de la région était connue sous le nom de Waihenga, un point qui semblait avoir été perdu à cette époque dans l’histoire du district.
Une caractéristique en est l’architecture coloniale, dont un exemple est l’hôtel historique de Martinborough, construit en 1882.

## Activité économique
Avant l’expansion de la viticulture, Martinborough était une importante ville rurale de service pour les fermes.
Aujourd’hui, Martinborough a un grand nombre de vignobles produisant des vins, et en particulier des pinots noirs.
Martinborough a un micro-climat chaud, avec des collines vers l’est et vers l’ouest.
Parmi tous les vignobles, se trouvant situés dans un étroit ruban qui entoure la ville par son côté nord et à l’est et orienté vers le sud, tous suivent les rives de la rivière sèche, qui fournit un sol approprié pour la viticulture.
Les viticulteurs les plus connus sont 
- «Schubert Wines»[4]
- Te Kairanga,
- Tirohana Estate,
- Palliser Estate Wines[5],
- Dry River, Martinborough Vineyard[6]
- Murdoch James [7]
- Ata Rangi [8]
- Craggy Range [9]
- Harvest Estate [10]
- et Escarpement [11].

Durant le mois de novembre, la région viticole est célébrée dans le cadre du festival vinicole de «Toast Martinborough».
Cet évènement attire temporairement une population de près de 10,000 personnes.

D’antres industries autour de Martinborough sont focalisées sur l’élevage traditionnel du bœuf et du mouton avec des cultures d’importance croissantes d’olives, de lavande, de noisettes et aussi de la pêche au niveau des villages de la côte à Ngawi et du Cap Palliser.
Le tourisme est une industrie importante pour la ville et le centre d’information  est une bonne source de renseignements pour les logements, les activités, les caves viticoles et savoir où manger .
Il y a un certain nombre d’options : les logements allant d’un B&B classique jusqu’à un hôtel 5 étoiles.
Un petit nombre de marchands de vins et de tour-opérateurs spécialisés proposent des circuits au sein des vignobles, alors qu’il existe de très nombreuses opportunités de dîners dans une winerie, ou dans des cafés et restaurants, qui siègent autour de la zone attractive du village.
Un quartier commerçant dynamique pour le shopping existe aussi avec des boutiques.
C’est aussi le siège de la Martinborough Brewery.
La ville est le siège du conseil du district de South Waiparapa.

## Éducation
- La ville offre un niveau d’éducation primaire au niveau de la Martinborough Primary School, qui contribue à fournir l’effectif du collège Kuranui (en).
- L’école de cuisine internationale nommé Le Cordon Bleu, en partenariat avec la UCOL (en), prétendait qu’il pourrait ouvrir son premier campus de Nouvelle-Zélande dans Martinborough en 2009, mais maintenant, l’école a changé d’avis pour venir s’installer à la place dans Wellington, bouleversant les prévisions des nombreuses personnes, qui envisageaient l’effet favorable sur l’économie que cela pourrait apporter à la ville [13].

## Personnalités
- Noel Brodrick (1855-1931), arpenteur
- John Martin (en) - homme politique, propriétaire d’une ferme d’élevage d’ovins, et fondateur de Martinborough
- Eric Ramsden (en) – journaliste et écrivain